# Lampart indochiński
Lampart indochiński (Panthera pardus fusca) – podgatunek lamparta plamistego, ssaka z rodziny kotowatych (Felidae), występujący na Azji Południowo-Wschodniej i południowych Chinach.

## Systematyka
Panthera pardus delacouri została opisana w 1930 roku przez Reginalda Innesa Pococka na podstawie skóry lamparta z Annam. Pocock opisał skórę lamparta indochińskiego jako prawie rdzawoczerwoną w kolorze podstawowym, ale jaśniejszą po bokach. Miał małe rozety, przeważnie o średnicy 3,8 cm i tak blisko osadzone, że wyglądało na ciemne. Futro było krótkie, poniżej 2,5 cm (0,98 cal). Skomentował, że widział w menażeriach jedynie czarne lamparty z Johor i innych obszarów Półwyspu Malajskiego. Dlatego założył, że odsetek czarnych lampartów wzrasta dalej na południe.
Zapisy z badań nad użyciem kamer przeprowadzonych w 22 lokalizacjach w południowej Tajlandii i na półwyspie Malezji w latach 1996–2009 pokazują, że widywane są głównie lamparty indochińskie odnotowane na północ od Przesmyku Kra. Na południe od Przesmyku odnotowano jedynie lamparty melanistyczne. Melanizm jest dość powszechny w gęstych lasach tropikalnych i uważa się, że czarne lamparty mają selektywną przewagę w przypadku zasadzek.

## Występowanie
Lampart indochiński występuje w Azji Południowo-Wschodniej, gdzie obecnie niewielkie populacje występują jedynie w Mjanmie, Tajlandii, Malezji, Kambodży i południowych Chinach. Podejrzewa się, że w Laosie, Wietnamie i Singapurze został wytępiony. Półwysep Malezja i północny kompleks leśny Tenasserim na granicy Tajlandii i Mjanmy są obecnie uważane za obszary z mocnymi populacjami, a wschodnia Kambodża za obszar priorytetowy.
W Chatthin Wildlife Sanctuary w Birmie populacja lampartów spadła tak drastycznie w latach czterdziestych i osiemdziesiątych XX wieku, że do roku 2000 oceniano ją jako bliską lokalnego wyginięcia. W 2015 r. po raz pierwszy zarejestrowano lamparty za pomocą fotopułapek w lasach na wzgórzach stanu Karen.
W Tajlandii lampart indochiński występuje w kompleksach obszarów chronionych Western Forest Complex, Kaeng Krachan-Kui Buri i Khlong Saeng-Khao Sok. Jednak od przełomu XIX i XX wieku nie był już notowany w północnych i południowo-środkowych kompleksach leśnych kraju. W rezerwacie przyrody Hala Bala na granicy tajsko-malezyjskiej tylko dwa lamparty minęły fotopułapki rozmieszczone między październikiem 2004 roku a październikiem 2007 roku.
W południowych Chinach w latach 2002–2009 przeprowadzono badania fotopułapek w 11 rezerwatach przyrody, ale lamparty odnotowano jedynie w Narodowym Rezerwacie Przyrody Changqing w górach Qinling.

## Zagrożenia
Pozostało niewiele sąsiadujących obszarów, na których lamparty mają szansę na długotrwałe przetrwanie. Zagrożone są przede wszystkim przez niszczenie siedlisk w wyniku wylesiania na dużą skalę oraz wyczerpywanie ofiar w wyniku nielegalnych polowań. Coraz większym zagrożeniem jest nielegalny handel dziką fauną i florą, które wykazują potencjał wyrządzenia maksymalnych szkód w jak najkrótszym czasie. Lamparty są coraz częściej wykorzystywane jako substytut części tygrysa w tradycyjnej medycynie chińskiej, a ceny części lamparta rosną, ponieważ części tygrysów stają się rzadkie. Chiński rząd nadal zezwala producentom produktów leczniczych na wykorzystywanie zapasów kości lamparta pomimo zakazu handlu krajowego.
W Birmie na czterech rynkach objętych badaniem w latach 1991–2006 zaobserwowano 215 części ciała co najmniej 177 lampartów. Wśród części ciała można było swobodnie handlować penisem i jądrami lamparta, a także innymi częściami świeżo zabitych zwierząt. Trzy z badanych rynków położone są na granicach międzynarodowych z Chinami i Tajlandią i przyciągają międzynarodowych nabywców, chociaż lamparty są całkowicie chronione na mocy ustawodawstwa krajowego Birmy. Skuteczne wdrożenie i egzekwowanie konwencji CITES uważa się za niewystarczające.
Na początku 2018 roku w tajlandzkim rezerwacie przyrody Thung Yai Naresuan odkryto zwłoki melanistycznego osobnika wraz z innymi zwierzętami. Były w posiadaniu biznesmena, który był prezesem firmy budowlanej Italian-Thai Development.